# Championnat de Belgique de football 1904-1905
Navigation
Saison précédente Saison suivante
Le championnat de Belgique de football 1904-1905 est la dixième saison du championnat de première division belge. Son nom officiel est « Division d'Honneur ». La Fédération revient définitivement à un système de poule unique pour sa plus haute division. Avec onze équipes engagées, 110 rencontres sont prévues au calendrier. Seules 90 sont jouées, 19 étant sanctionnées d'un score de forfait car un des clubs ne s'est pas présenté, et une vingtième rencontre est annulée car son résultat n'a plus aucune influence sur le classement final.
La lutte pour le titre oppose les deux derniers champions de Belgique en date, l'Union Saint-Gilloise et le Racing CB. Les Unionistes perdent des points à domicile où ils concèdent deux défaites et un partage mais remportent toutes leurs rencontres en déplacement. En fin de saison, ils terminent avec cinq points d'avance sur leurs concurrents du Racing et remportent un deuxième titre consécutif.

## Clubs participants
Onze clubs prennent part à la compétition, c'est un de moins que lors de l'édition précédente. Ceux dont le matricule est mis en gras existent toujours aujourd'hui.
| #  | Nom                                  | Mat. | Ville     | Terrain                                      | En D1 depuis (série) | Saison en D1 | Saison précédente |
| -- | ------------------------------------ | ---- | --------- | -------------------------------------------- | -------------------- | ------------ | ----------------- |
| 1  | Antwerp Football Club                | 1    | Anvers    | Kruisstraat                                  | 1901-1902 (4e)       | 9e           | Série A : 4e      |
| 2  | Beerschot Athletic Club              | 13   | Anvers    | Kiel                                         | 1900-1901 (5e)       | 5e           | Série A : 7e      |
| 3  | Cercle Sportif Brugeois              | 12   | Bruges    | près de la Smedenpoort                       | 1899-1900 (6e)       | 6e           | Série A : 3e      |
| 4  | Football Club Brugeois               | 3    | Bruges    | Het Ratteplein                               | 1898-1899 (7e)       | 8e           | 3e                |
| 5  | Athletic & Running Club de Bruxelles | N/A  | Uccle     | ?                                            | 1896-1897 (9e)       | 9e           | Série A : 6e      |
| 6  | Daring Club de Bruxelles             | 2    | Molenbeek | chaussée de Jette, 501                       | 1903-1904 (2e)       | 2e           | Série B : 3e      |
| 7  | Léopold Club de Bruxelles            | 5    | Uccle     | Parc Brugmann                                | 1895-1896 (10e)      | 10e          | 4e                |
| 8  | Racing Club de Bruxelles             | 6    | Uccle     | Vivier d'Oie                                 | 1895-1896 (10e)      | 10e          | 2e                |
| 9  | Football Club Liégeois               | 4    | Cointe    | Plaine du Champ d'Oiseaux                    | 1895-1896 (10e)      | 10e          | Série B : 4e      |
| 10 | Union Saint-Gilloise                 | 10   | Uccle     | Rue du Kersberg (actuelle Rue A. Asselbergs) | 1901-1902 (4e)       | 4e           | 1er               |
| 11 | Club Sportif Verviétois              | 8    | Verviers  | ?                                            | 1900-1901 (5e)       | 5e           | Série B : 5e      |

### Localisations
| Antwerp Beerschot Bruxelles FC Brugeois CS Brugeois FC Liégeois CS Verviétois |

#### Localisation des clubs bruxellois
les 5 cercles bruxellois sont :
(10) Racing CB
 (23) Léopold CB
A&RC Bruxelles (localisation incertaine)
Union SG
Daring CB

## Résultats

### Résultats des rencontres
Avec onze clubs engagés, 110 matches sont au programme de la saison mais vingt rencontres ne sont pas disputées car une des deux équipes ne s'est pas présentée, offrant une victoire par forfait à son adversaire. L'Athletic & Running Club de Bruxelles déclare forfait à treize reprises, après avoir perdu sèchement ses sept premiers matches.
| Résultats (▼dom., ►ext.)                                   | ANT  | BEE  | CSB  | FCB | ARC  | DAR  | LEO  | RAC  | USG  | FCL  | VER  |
| Antwerp FC                                                 |      | 2-3  | 0-3  | 1-4 | 5-0F | 0-2  | 1-1  | 3-1  | 0-2  | 1-4  | 2-3  |
| Beerschot AC                                               | 5-2  |      | 6-0  | 0-3 | 5-0F | 0-2  | 2-1  | 2-1  | 0-1  | 2-5  | 2-3  |
| CS Brugeois                                                | NJ   | 1-1  |      | 2-5 | 5-0F | 1-2  | 6-0  | 0-2  | 0-3  | 0-0  | 0-2  |
| FC Brugeois                                                | 4-0  | 2-2  | 5-0  |     | 5-0F | 6-1  | 5-0F | 1-2  | 0-4  | 0-1  | 5-3  |
| Athletic & Running CB                                      | 0-5F | 0-5F | 1-6  | 0-7 |      | 0-4  | 2-8  | 0-5F | 0-5F | 0-5F | 1-4  |
| Daring CB                                                  | 4-0  | 2-1  | 1-1  | 2-1 | 5-0F |      | 4-1  | 4-4  | 1-3  | 0-2  | 5-0  |
| Léopold CB                                                 | 0-6  | 2-3  | 1-4  | 0-3 | 8-1  | 3-1  |      | 3-3  | 0-5  | 4-3  | 5-0  |
| Racing CB                                                  | 7-0  | 3-2  | 3-0  | 1-1 | 14-0 | 2-0  | 2-1  |      | 1-3  | 5-0  | 5-0F |
| Union St-Gilloise                                          | 5-0F | 2-3  | 5-0F | 6-0 | 5-0F | 5-0F | 1-2  | 2-2  |      | 4-0  | 11-2 |
| FC Liégeois                                                | 3-0  | 5-0F | 2-1  | 0-2 | 5-0F | 3-2  | 3-0  | 1-4  | 1-4  |      | 3-0  |
| CS Verviétois                                              | 6-0  | 6-3  | 1-3  | 0-2 | 5-0F | 0-2  | 2-2* | 2-9  | 0-7  | 0-2  |      |
| - Victoire à domicile - Match nul - Victoire à l'extérieur |      |      |      |     |      |      |      |      |      |      |      |

- 5-0F = Forfait, score de forfait infligé car l'équipe décrétée perdante ne s'est pas déplacée ou ne s'est pas présentée.
- NJ = la rencontre CS Brugeois-Antwerp FC n'est pas jouée lors de la 21e et avant-dernière journée. Comme son résultat n'a plus aucune influence sur le classement final, elle ne se déroule finalement pas.
- La rencontre opposant le CS Verviétois au Léopold CB est arrêtée par l'obscurité alors que le score est de deux buts partout. Les joueurs du Léopold refusent de poursuivre la rencontre et l'arbitre décrète une victoire par forfait pour Verviers.

### Classement final
| Rang | Équipe                 | Pts | J  | G  | N | P  | Bp | Bc  | Diff |
| ---- | ---------------------- | --- | -- | -- | - | -- | -- | --- | ---- |
| 1    | UNION SAINT-GILLOISE T | 35  | 20 | 17 | 1 | 2  | 83 | 12  | +71  |
| 2    | Racing CB              | 30  | 20 | 13 | 4 | 3  | 76 | 25  | +51  |
| 3    | FC Brugeois            | 28  | 20 | 13 | 2 | 5  | 63 | 26  | +37  |
| 4    | FC Liégeois            | 27  | 20 | 13 | 1 | 6  | 48 | 29  | +19  |
| 5    | Daring CB              | 24  | 20 | 11 | 2 | 7  | 44 | 33  | +11  |
| 6    | Beerschot AC           | 20  | 20 | 9  | 2 | 9  | 47 | 43  | +4   |
| 7    | CS Verviétois          | 16  | 20 | 8  | 0 | 12 | 43 | 68  | -25  |
| 8    | CS Brugeois            | 15  | 19 | 6  | 3 | 10 | 33 | 40  | -7   |
| 9    | Léopold CB             | 14  | 20 | 6  | 2 | 12 | 40 | 60  | -20  |
| 10   | Antwerp FC             | 9   | 19 | 4  | 1 | 14 | 28 | 58  | -30  |
| 11   | Athletic & Running CB  | 0   | 20 | 0  | 0 | 20 | 5  | 116 | -111 |

Légende
- Champion de Belgique 1905
- Clubs ayant choisi de ne pas se présenter la saison suivante

Abréviations
T : Tenant du titre 1904

### Meilleur buteur
Robert De Veen (FC Brugeois), nombre de buts inconnu. Il est le deuxième joueur belge à être sacré meilleur buteur.

## «Division 2»
Comme lors des saisons précédentes, une compétition est organisée pour les équipes réserves et quelques clubs débutants, sous l'appellation « Division 2 ». Elle oppose un nombre record de 22 équipes, réparties en quatre groupes géographiques. Les premiers de chaque groupe et le deuxième du groupe Brabant se rencontrent ensuite dans une poule finale, qui porte le nom de « Division 1 ».

### Groupe Anvers et Flandre-Orientale
Les quatre équipes engagées la saison précédente se retrouvent cette saison. L'équipe de La Gantoise remporte ses six rencontres et se qualifie pour le tour final.

#### Classement final
| Rang | Équipe            | Pts | J | G | N | P | Bp | Bc | Diff |
| ---- | ----------------- | --- | - | - | - | - | -- | -- | ---- |
| 1    | AA La Gantoise    | 12  | 6 | 6 | 0 | 0 | 26 | 4  | +22  |
| 2    | RC de Gand        | 8   | 6 | 4 | 0 | 2 | 23 | 9  | +14  |
| 3    | Rés. Beerschot AC | 4   | 6 | 2 | 0 | 4 | 13 | 21 | -8   |
| 4    | Rés. Antwerp FC   | 0   | 6 | 0 | 0 | 6 | 2  | 30 | -28  |

### Groupe Brabant
On note la participation de l'Olympia CB, ancien pensionnaire de Division d'Honneur. Un nouveau club fait également son apparition, le CS Schaerbeek, précurseur du football dans la commune bruxelloise. Le groupe est dominé par la réserve de l'Union Saint-Gilloise qui remporte tous ses matches et se qualifie pour la « Division 1 ». Il y est accompagné par celle du Daring CB, deuxième du groupe.
En bas de classement, les deux rencontres opposant la réserve de l'Athletic & Running Club de Bruxelles et l'Atheneum VV Stockel ne sont pas jouées, leur résultat n'ayant aucune influence sur le classement final.

#### Classement final
| Rang | Équipe                     | Pts | J  | G  | N | P  | Bp | Bc | Diff |
| ---- | -------------------------- | --- | -- | -- | - | -- | -- | -- | ---- |
| 1    | Rés. Union Saint-Gilloise  | 28  | 14 | 14 | 0 | 0  | 84 | 6  | +78  |
| 2    | Rés. Daring CB             | 22  | 14 | 10 | 2 | 2  | 50 | 8  | +42  |
| 3    | Olympia CB                 | 19  | 14 | 9  | 1 | 4  | 47 | 22 | +25  |
| 4    | Rés. Léopold CB            | 19  | 14 | 9  | 1 | 4  | 56 | 35 | +21  |
| 5    | Rés. Racing CB             | 12  | 14 | 6  | 0 | 8  | 35 | 22 | +13  |
| 6    | CS Schaerbeek              | 8   | 14 | 4  | 0 | 10 | 20 | 50 | -30  |
| 7    | Rés. Athletic & Running CB | 0   | 12 | 0  | 0 | 12 | 0  | 60 | -60  |
| 8    | Atheneum VV Stockel        | 0   | 12 | 0  | 0 | 12 | 0  | 81 | -81  |

### Groupe Flandre occidentale
Les deux équipes brugeoises n'inscrivent pas leur équipe réserve cette saison. On retrouve trois clubs ayant déjà participé à la « Division 2 » la saison précédente, le SC Courtraisien, le FC Yprois et le Léopold FC d'Ostende. Une quatrième équipe participe à ce groupe, le FC Mouscron, la ville de Mouscron faisant partie à l'époque de la province de Flandre-Occidentale. Le SC Courtraisien remporte son groupe en ne concédant qu'une seule défaite en six matches.

#### Classement final
| Rang | Équipe               | Pts | J | G | N | P | Bp | Bc | Diff |
| ---- | -------------------- | --- | - | - | - | - | -- | -- | ---- |
| 1    | SC Courtraisien      | 10  | 6 | 5 | 0 | 1 | 54 | 11 | +43  |
| 2    | FC Yprois            | 7   | 6 | 3 | 1 | 2 | 21 | 25 | -4   |
| 3    | FC Mouscron          | 5   | 6 | 2 | 1 | 3 | 18 | 34 | -16  |
| 4    | Léopold FC d'Ostende | 2   | 6 | 1 | 0 | 5 | 9  | 32 | -23  |

### Groupe Liège
Six équipes de la province de Liège prennent part à la compétition cette saison. En plus des réserves du FC Liégeois et du CS Verviétois, on retrouve les deux autres équipes engagées l'année passée, le Standard FC Liégeois et l'Athletic FC Verviers. Ces quatre équipes sont accompagnées de deux nouveaux venus, le SC Theux et le Daring Club Sclessinois.
La présence de ce dernier club peut faire penser qu'il existe un lien entre lui et le Standard FC Liégeois, futur Standard de Liège mais il n'en est rien. Pour rappel, le futur club « Rouche » joue à l'époque sur un terrain de Grivegnée et ne s'installe à Sclessin qu'en 1909.
En fin de compétition, le match entre l'Athletic FC Verviers et le SC Theux n'est pas disputé, son résultat n'ayant aucune influence sur le classement final. À l'instar des autres groupes, une équipe, ici le Standard, domine la concurrence et se qualifie facilement pour le tour final.

#### Classement final
| Rang | Équipe                  | Pts | J  | G  | N | P | Bp | Bc | Diff |
| ---- | ----------------------- | --- | -- | -- | - | - | -- | -- | ---- |
| 1    | Standard FC Liégeois    | 20  | 10 | 10 | 0 | 0 | 61 | 8  | +53  |
| 2    | Rés. CS Verviétois      | 12  | 10 | 5  | 2 | 3 | 33 | 14 | +19  |
| 3    | SC Theux                | 10  | 9  | 5  | 0 | 4 | 22 | 20 | +2   |
| 4    | Athletic FC Verviers    | 9   | 9  | 4  | 1 | 4 | 14 | 20 | -6   |
| 5    | Rés. FC Liégeois        | 5   | 10 | 2  | 1 | 7 | 10 | 40 | -30  |
| 6    | Daring Club Sclessinois | 2   | 10 | 1  | 0 | 9 | 11 | 48 | -37  |

## «Division 1»
Comme la saison passée, la réserve de l'Union Saint-Gilloise remporte le championnat de Division 1, permettant au club de réaliser un second doublé « équipe première / équipe réserve » consécutif. L'écart de niveau est moins important cependant et l'équipe ne finit qu'avec un et trois points d'avance sur ses poursuivants, respectivement le SC Courtraisien et l'AA La Gantoise.
| Rang | Équipe                 | Pts | J | G | N | P | Bp | Bc | Diff |
| ---- | ---------------------- | --- | - | - | - | - | -- | -- | ---- |
| 1    | Rés. Union St-Gilloise | 13  | 8 | 6 | 1 | 1 | 54 | 12 | +42  |
| 2    | SC Courtraisien        | 12  | 8 | 6 | 0 | 2 | 21 | 23 | -2   |
| 3    | AA La Gantoise         | 10  | 8 | 5 | 0 | 3 | 18 | 17 | +1   |
| 4    | Standard FC Liégeois   | 5   | 8 | 2 | 1 | 5 | 9  | 31 | -22  |
| 5    | Rés. Daring CB         | 0   | 8 | 0 | 0 | 8 | 9  | 28 | -19  |

## Récapitulatif de la saison
- Champion : Union Saint-Gilloise (2e titre)
- Troisième équipe à remporter deux titres consécutifs
- Septième titre pour la province de Brabant

| Région flamande (4)             | Région flamande (4) | Province de Brabant (5)      | Province de Brabant (5) | Région wallonne (2)    | Région wallonne (2) |
| ------------------------------- | ------------------- | ---------------------------- | ----------------------- | ---------------------- | ------------------- |
| Province d'Anvers               | 2                   | Région de Bruxelles-Capitale | 5                       | Province de Hainaut    | 0                   |
| Province de Flandre-Occidentale | 2                   | Province du Brabant flamand  | 0                       | Province de Liège      | 2                   |
| Province de Flandre-Orientale   | 0                   | Province du Brabant wallon   | 0                       | Province de Luxembourg | 0                   |
| Province de Limbourg            | 0                   |                              |                         | Province de Namur      | 0                   |

1. ↑  Au niveau footballistique, la province de Brabant est toujours unitaire malgré sa partition territoriale en 1995.

### Admission et relégation
Le règlement de la fédération ne prévoit ni relégation, ni admission automatique de nouveaux clubs. L'intégration de nouvelles équipes se fait sur « invitation » et aucune nouvelle équipe n'est admise en début de saison. En fin de championnat, l'Athletic & Running Club de Bruxelles choisit de quitter volontairement la Division d'Honneur, ce qui lui vaut d'être considéré comme relégué.

### Record négatif
Lors de cette saison, l'Athletic & Running Club de Bruxelles établit un record négatif au sein de la plus haute division belge. Ce cercle est le premier à ne marquer aucun point dans une série comptant au moins dix équipes. Des vingt rencontres prévues, l'« A&R » n'en joue que sept. Pendant ces matches, le club n'inscrit que cinq buts et en concède 73. Une différence de buts qui est même moins bonne que celle qui concerne les 13 forfaits déclarés par cette même équipee (0-63, soit 13 x « 0-5 »). Le club boucle le championnat avec une différence de buts de 5-116.
Selon les us et coutumes de l'époque où on parle plus volontiers de « goal-average », cela donne le chiffre de 0,060. Par la suite, le club n'apparaît plus jamais parmi l'élite. Sa section football arrête ses activités en 1909.

### Bilan de la saison
| Championnat de Belgique de football 1904-1905 |                                              |
| Champion                                      | Union Saint-Gilloise (2e titre)              |
| Dauphin                                       | Racing CB                                    |
| Promotions et relégations                     |                                              |
| Promus en Division d'Honneur                  | aucun                                        |
| Relégués                                      | Athletic & Running Club de Bruxelles (choix) |